# Aechmea reclinata
Aechmea reclinata är en gräsväxtart som beskrevs av Claude Henri Léon Sastre och Brithmer. Aechmea reclinata ingår i släktet Aechmea och familjen Bromeliaceae. Inga underarter finns listade i Catalogue of Life.